# 장정순
장정순(1964년 8월 1일 ~ )은 빙그레/한화 이글스, 삼성 라이온즈에서 뛴 전 야구 선수다.
한편, 1992년 14승(11선발승)으로  처음이자 마지막 10선발승을 기록했으나 다음 해인 1993년 4월 30일  삼성과의 경기에서 김성현이 댄 번트를 수비하다가 발목이 심하게 뒤틀리면서 병원 신세를 졌다.
이 때문에 1993년 남은 시즌과 1994년을 개점휴업한 뒤 1994년 12월 2일 2-2 트레이드를 통해 삼성 유니폼을 입었으나 무릎부상과 발목부상이 재발하여 이렇다할 성과를 얻지 못했으며 결국 1997년을 끝으로 은퇴했는데 같은 해 5월 19일 폭행사건으로  경찰에 입건되기도 했다.

## 출신 학교
- 우암초등학교
- 청주중학교
- 청주고등학교
- 경성대학교

## 같이 보기
- 1986년–1993년 빙그레 이글스 시즌